# Punta de Corsen
La punta de Corsen (del francés: 'Pointe  de Corsen') es un cabo de la costa atlántica bretona, situado en el término municipal de Plouarzel, comuna francesa del departamento de Finisterre.
Tiene la particularidad de ser el punto más occidental del territorio metropolitano continental de Francia y sobre él, está instalado uno de los Centros Operativos Regional de Vigilancia y Salvamento (CROSS Corsen) encargado de controlar la navegación y los dispositivos de separación de tráfico en la parte occidental del Canal de la Mancha y especialmente en el pasaje del rail d'Oussant.
- Datos: Q2499032
- Multimedia: Pointe de Corsen / Q2499032